# Bison (Virginia Occidental)
Bison es un área no incorporada ubicada dentro del Distrito Oeste, una división civil menor del condado de Braxton, Virginia Occidental, Estados Unidos. Está catalogada como un asentamiento humano por la Junta de Nombres Geográficos de los Estados Unidos.
El número de identificación (ID) asignado por el Servicio Geológico de Estados Unidos es 1549597.

## Geografía
Se encuentra a una altitud de 260 m s. n. m. (840 pies) según el conjunto de datos de elevación nacional.